# Wer wird Millionär?
Wer wird Millionär? («Кто станет миллионером?») — немецкая версия «Who Wants to Be a Millionaire?». Игра выходит в эфир с 3 сентября 1999 года по настоящее время на канале RTL. Ведущий — Гюнтер Яух. Главный приз составляет 1 миллион евро (с 2002 года).

## Штурм главного приза
Для того, чтобы заработать 1 миллион евро (ранее — немецких марок), участнику необходимо ответить на 15 вопросов разной стоимости и разного уровня сложности.

### Дерево во времена немецких марок (1999-2001)
| Вопрос | Сумма выигрыша |
| ------ | -------------- |
| 15     | DM 1 000 000   |
| 14     | DM 500 000     |
| 13     | DM 250 000     |
| 12     | DM 125 000     |
| 11     | DM 64 000      |
| 10     | DM 32 000      |
| 9      | DM 16 000      |
| 8      | DM 8 000       |
| 7      | DM 4 000       |
| 6      | DM 2 000       |
| 5      | DM 1 000       |
| 4      | DM 500         |
| 3      | DM 300         |
| 2      | DM 200         |
| 1      | DM 100         |

### Дерево со времён валюты «Евро» (с 2002)
| Вопрос | Сумма выигрыша |
| ------ | -------------- |
| 15     | € 1 000 000    |
| 14     | € 500 000      |
| 13     | € 125 000      |
| 12     | € 64 000       |
| 11     | € 32 000       |
| 10     | € 16 000       |
| 9      | € 8 000        |
| 8      | € 4 000        |
| 7      | € 2 000        |
| 6      | € 1 000        |
| 5      | € 500          |
| 4      | € 300          |
| 3      | € 200          |
| 2      | € 100          |
| 1      | € 50           |

Есть две суммы, называемые несгораемыми — это 500 евро (ранее — 1 000 марок) за ответ на пятый вопрос и 16 000 евро (ранее — 32 000 марок) за ответ на десятый вопрос. Эти суммы останутся у игрока даже при неправильном ответе на один из следующих вопросов. В случае неверного ответа выигрыш участника сокращается до несгораемой суммы, и он прекращает участие в игре.

## Вариант игры
С сентября 2007 года перед началом игры участнику предлагается два варианта игры:
- классическая
- рискованная

При выборе классического варианта игрок имеет стандартный набор из трёх подсказок и две несгораемые суммы: 500 и 16 000 евро. Если игрок предпочитает рискованный вариант, он получает дополнительную подсказку, однако лишается несгораемой суммы в € 16 000, то есть при неверном ответе на вопросы 6-15, покидает студию с суммой в € 500.

## Подсказки
- «50 на 50» — Компьютер убирает два неправильных варианта ответа. Таким образом, выбор сокращается до двух ответов, один из которых является верным, другой — неверным.
- «Звонок другу» — В течение 30 секунд игрок может посоветоваться с одним из трёх (при выборе рискованного варианта игры — из пяти) своих друзей по телефону.
- «Помощь зала» — Каждый зритель в студии имеет пульт, при помощи которого голосует за правильный (на его взгляд) ответ, после чего игроку предоставляется статистика с результатами голосования.
- «Помощь одного из зала» (при рискованном варианте) — Ведущий просит встать тех зрителей, которые полагают, что знают правильный ответ на вопрос, после этого игрок выбирает одного из них и ведущий спрашивает его почему он склоняется именно к этому ответу. Подсказка доступна только при выборе рискованного варианта игры. Если зритель верно подсказывает игроку, то он получает €500.

## Победители немецкой версии игры
- Eckhard Freise, выигрыш 1 миллион немецких марок (02.12.2000)
- Marlene Grabherr, выигрыш 1 миллион немецких марок (20.05.2001)
- Gerhard Krammer, выигрыш 1 миллион евро (18.10.2002)
- Maria Wienströer, выигрыш 1 миллион евро (29.03.2004)
- Stefan Lang, выигрыш 1 миллион евро (09.10.2006)
- Timur Hahn, выигрыш 1 миллион евро (08.01.2007)
- Oliver Pocher, выигрыш 1 миллион евро (30.05.2008, выпуск со знаменитостями)
- Thomas Gottschalk, выигрыш 1 миллион евро (20.11.2008, выпуск со знаменитостями)
- Ralf Schnoor, выигрыш 1 миллион евро (26.11.2010)
- Barabara Schoeneberger, выигрыш 1 миллион евро (30.05.2011, выпуск со знаменитостями)
- Sebastian Langrock, выигрыш 1 миллион евро (11.03.2013)
- Thorsten Fischer, выигрыш 1 миллион евро (17.10.2014, выпуск, посвященный 15-летию игры, ему было задано 11 вопросов)
- Nadja Sidikjar, выигрыш 1 538 450 евро (13.11.2015)
- Leon Windscheid выигрыш 1 миллион евро (07.12.2015)
- Jan Stroh выигрыш 1 миллион евро (02.09.2019, 20-летие игры)
- Ronald Tenholte выигрыш 1 миллион евро (24.03.2020)

## Крупные проигрыши
Многие немцы доходили до 14-го или 15-го вопроса, но рискнув, отвечали неверно и теряли значительные суммы денег (курсивом указаны несгораемые суммы, выбранные участникам в азартном (рискованном) формате):
- Monika Kantner, проигрыш 218,000 немецких марок, эфир от 16 октября 2000 года, выигрыш 32 000 немецких марок
- Harald Schmidt, проигрыш 218,000 немецких марок, эфир от 30 ноября 2000 года, выигрыш 32 000 немецких марок
- Stefan Bodwing, проигрыш 109,000 евро, эфир от 2002 года, выигрыш 16 000 евро
- Götz Seiz, проигрыш 109,000 евро, эфир от сентября 2002 года, выигрыш 16 000 евро
- Maria Furtwängler, проигрыш 109,000 евро, эфир от 23 ноября 2006 года, выигрыш 16 000 евро
- François Pütz, проигрыш 124,500 евро, эфир от 7 ноября 2008 года, выигрыш 500 евро
- Lutz Gerling, проигрыш 124,500 евро, эфир от 28 мая 2018 года, выигрыш 500 евро
- Judith Williams, проигрыш 124,500 евро, эфир от 22 ноября 2018 года, выигрыш 500 евро

## Интересные факты
- В программе «Wer wird Millionär?» могут принимать участие жители Германии, Австрии и Швейцарии. Австрийская версия снимается в той же студии, где проходят съёмки немецкой версии в Германии.
- В передаче часто появляются знаменитости: так, вратарь футбольного клуба «Бавария» и сборной Германии Мануэль Нойер[1] в одном из спецвыпусков выиграл 500 тысяч евро (в том же выпуске участвовали певица Майте Келли, комик Михаэль Миттермайер и актриса Габи Кестер). Весь выигрыш победитель чемпионата мира-2014 направил на благотворительность. Также в одном из выпусков принимала участие Ангела Меркель
- В Германии могло бы быть не 12, а 13 победителей телеигры «Кто хочет стать миллионером?». Maria Theresia Wöhle (дата эфира — 08.12.2006), решили не рисковать и забрали деньги, однако когда они дали предполагаемый ответ на 15-й вопрос, он оказался верным.